# Thecla caninius
Thecla caninius är en fjärilsart som beskrevs av Druce 1907. Thecla caninius ingår i släktet Thecla och familjen juvelvingar. Inga underarter finns listade i Catalogue of Life.